# Kaaka Muttai
Pour plus de détails, voir Fiche technique et Distribution.
Kaaka Muttai est une comédie dramatique indienne produite par Dhanush, écrite et réalisée par M. Manikandan (en) et sortie en 2014.

## Distribution
- Ramesh : Chinna Kaaka Muttai
- J. Vignesh : Periya Kaaka Muttai
- Aishwarya Rajesh : Kaaka Muttai's Mother
- Ramesh Thilak : Naina
- Joe Malloori : Pazharasam
- Babu Antony : Pizza Shop Owner
- Yogi Babu : Naina's Friend
- Krishnamoorthy :
- T.R. Silambarasan : Guest Appearance